# 데이비드 오리어리
데이비드 앤서니 오리어리(영어: David Anthony O'Leary, 1958년 5월 2일 ~ )는 아일랜드의 전 축구 선수이자 감독이다. 선수 시절 포지션은 중앙 수비수이다.

## 축구인 경력

### 선수 경력
1973년 아스널 FC에 연습생 신분으로 입단하여 16세의 나이에 리저브 팀에서 활약하며 입지를 다져나가다 1975년 만 17세의 나이로 번리 FC와의 경기에 출장하며 프로 무대에 처음 데뷔하였다. 이후 데뷔 시즌에만 30경기에 출장하며 어린 나이에 팀에서 중용받기 시작하였다. 그는 이후 10년간 부상으로 27경기 밖에 출장하지 못한 1980-81 시즌을 제외하면 매년 40경기 이상을 소화하였다.
그는 1979년 FA컵 결승전에서 맨체스터 유나이티드에게 3-2로 승리를 거둔 경기에 출장하며 선수 생활 첫 우승컵을 들어올렸다. 이후에도 아스널이 프리미어리그의 전신인 풋볼 리그 1부 우승 2회, FA컵 우승 1회, 풋볼 리그 컵 우승 2회, 유로피언 컵 위너스 컵 1회 우승을 거두는데 공헌하였다.
1993년, 아스널에서의 19년간의 선수 생활을 마치고 리즈 유나이티드로 이적하였고, 1995년 은퇴를 선언하였다.

### 국가대표팀 경력
1976년 잉글랜드를 상대로 1-1로 아일랜드 축구 국가대표팀이 무승부를 거둔 경기에서 국가대표팀 경기에 첫 출장하였다.
1990년 FIFA 월드컵에 출장한 오리어리는 이 대회에서 루마니아를 상대로 교체 투입되어 26분간 활약한 단 한 경기에서만 모습을 드러내었지만, 이 경기에서 승부차기 마지막 키커로 나서 골을 성공시키며 팀을 다음 라운드로 이끌었다.